# Sky Rocket (Kennywood)
Sky Rocket sont des montagnes russes lancées du parc Kennywood, situé près de Pittsburgh, en Pennsylvanie, aux États-Unis. Ce sont les premières nouvelles montagnes russes du parc depuis la reconversion de Steel Phantom en Phantom's Revenge en 2001, et les premières à posséder des inversions depuis là.

## Parcours
Après avoir quitté la gare, le train est accéléré de 0 à 80,5 km/h en trois secondes par des moteurs linéaires synchrones, une première pour Premier Rides. Ensuite, le train fait un top hat extérieur suivi d'une descente de 29 mètres inclinée à 90 degrés. Il y a ensuite un cutback. Sky Rocket sont les premières montagnes russes à avoir cet élément depuis la fermeture de Drachen Fire. Les deux autres inversions sont un zero-G roll et un tire-bouchon.

## Classements
| Rang | 17 | 44 |